# Person (Recht)
Unter einer Person im rechtlichen Sinne versteht man eine
- Natürliche Person, oder
- Juristische Person